# لويس فرديناند ألفرد موري
لويس فرديناند ألفرد موري (بالفرنسية: Alfred Maury)‏ هو بروفيسور ومؤرخ فرنسي، ولد في 23 مارس 1817 في مدينة مو في فرنسا، وتوفي في 11 فبراير 1892 في باريس في فرنسا.

## وصلات خارجية
- لويس فرديناند ألفرد موري على موقع الموسوعة البريطانية (الإنجليزية)